# تشيستر بينيت (مخرج)
تشيستر بينيت (بالإنجليزية: Chester Bennett)‏ هو مخرج أمريكي، ولد في 12 فبراير 1892 في سان فرانسيسكو في الولايات المتحدة، وتوفي في 29 أكتوبر 1943 في هونغ كونغ في الصين.

## وصلات خارجية
- تشيستر بينيت على موقع IMDb (الإنجليزية)
- تشيستر بينيت على موقع أول موفي (الإنجليزية)
- تشيستر بينيت على موقع قاعدة بيانات الأفلام السويدية (السويدية)
- تشيستر بينيت على موقع كينوبويسك (الروسية)